# La mentira (série télévisée, 1998)
La mentira, est une telenovela mexicaine diffusée en 1998 par Canal de las Estrellas.

## Synopsis
Demetrio Azunsolo arrive dans un petit village éloigné de Mexico où son demi-frère bien-aimé, Ricardo Platas, vit et dirige une plantation de tequila. Il découvre que ce dernier vient de se suicider, après avoir été trahi par une femme égoïste et cupide.
Peu à peu, grâce aux habitants du village, d'abord hostiles à son égard mais qui deviennent ses amis, Demetrio rassemble les pièces du puzzle qui ont mené à la tragédie.
Les indices l'amènent à Mexico, dans la villa d'une famille riche, les Fernandez-Negrete's, propriétaires de la banque FERNE, l'une des plus importantes banques du Mexique, où Ricardo avait passé quelque temps par le passé en tant qu'ouvrier.
Selon les informations dont il dispose, dans cette maison vit la femme à l'origine du suicide de Ricardo. Demetrio y rencontre deux jeunes femmes, les deux nièces de la famille: l'innocente et fragile Virginia Fernandez-Negrete et la dynamique et l'assurée Verónica Fernandez-Negrete.
Ne sachant pas qui d’entre eux est le coupable, Demetrio se retrouve pris au piège d’une série de coïncidences et de ragots et finit par croire que la femme qu’il recherche est Verónica.
Une fois établi, il met en pratique son plan de vengeance. Il flirte avec Verónica, la séduit et la fait tomber amoureuse de lui pour l'épouser. Après le mariage, il la kidnappe pratiquement et l'amène dans le petit village reculé où Ricardo a mis fin à ses jours, décide de faire de sa vie un enfer et de se venger de la mort de son frère.

## Distribution
- Kate del Castillo - Veronica Fernández-Negrete de Azunsolo
- Guy Ecker -  Demetrio Azunsolo
- Karla Álvarez - Virginia Fernández-Negrete de Fernández-Negrete
- Rosa María Bianchi - Sara Fernández-Negrete
- Sergio Basañez - Juan Fernández-Negrete
- Eric del Castillo - Teodoro Fernández-Negrete
- Blanca Guerra - Miranda Montesinos
- Salvador Pineda - Dr. Francisco Moguel
- Tony Bravo - André Belot
- Tina Romero - Irma de Moguel
- Aarón Hernán - Padre Williams
- Carlos Cámara - Don Pepe
- Silvia Mariscal - Leticia 'Lety'
- Guillermo Rivas - Aguirre
- Luis Gatica - Danilo Terrazas
- Roxana Castellanos - Yadira
- Israel Jaitovich - Jacinto
- Amparo Garrido - Antonia 'Toña'
- Julio Bracho - Carlitos Jr.
- Rodrigo Abed - Ricardo Platas
- Mayrín Villanueva - Nicole Belot
- José Antonio Ferral - Don Nato
- Claudia Eliza Aguilar - Gildarda
- Vanessa Arias - Betty
- Gabriela Arroyo - Maruquita
- Vicente Herrera - Mauricio
- Gustavo Negrete - Carlos
- Alex Trillanes - Marcos
- Claudia Troyo - Irazema
- Audrey Vera - Karla
- Ximena Adriana - Mosita
- Eduardo Iduñate - Policía
- Sergio Reynoso - Lic. Ernesto Saucedo
- Elsa Cárdenas - Mamá de Karla
- Liza Willert - Sra. Gilbert
- Miguel Garza - Ignacio Sosa
- Lucía Pailles - Tula
- José Luis Avendaño - Cecilio
- Carmela Masso - Chona
- Eugenia Avendaño
- Rubén Morales
- Jaime Puga
- Yamil Senin
- Ricardo Vera
- Horacio Castelo
- Estrella Lugo
- Alexandra Monterrubio
- Martín Rojas

## Versions

### Telenovelas
- La mentira (1965), réalisé et produit par Ernesto Alonso pour Televisa; avec Julissa, Enrique Lizalde et Fanny Cano.
- El amor nunca muere (1982), réalisé par Alfredo Saldaña et produit par Ernesto Alonso pour Televisa; avec Christian Bach, Frank Moro et Silvia Pasquel
- El juramento (2008), produit par Mary-Kathryn Kennedy pour Telemundo; avec Natalia Streignard, Osvaldo Rios et Dominika Paleta.
- Cuando me enamoro (2010), réalisée par Karina Duprez et Lily Garza, produit par Carlos Moreno Laguillo pour Televisa; Silvia Navarro, Juan Soler et Jessica Coch.
- Corações Feridos (2012), réalisé par Del Rangel pour SBT; avec Patrícia Barros, Flávio Tolezani et Cynthia Falabella.
- lo imperdonnable

### Films
- La mentira (1952), réalisé par Juan J. Ortega; avec Marga López, Jorge Mistral et Gina Cabrera.
- La mentira (1970), réalisé par Emilio Gómez Muriel; avec Julissa, Enrique Lizalde et Blanca Sanchez.